# Palais royal de Portici
Le palais royal de Portici (en italien, Reggia di Portici) est une demeure historique construite par le roi Charles de Bourbon pour servir de résidence à la dynastie des Bourbons de Naples.
Situé à Portici, commune voisine de Naples, à l'intérieur d'un vaste parc doté d'un jardin à l'anglaise et d'un amphithéâtre, il fut supplanté par le plus imposant palais de Caserte.

## Histoire

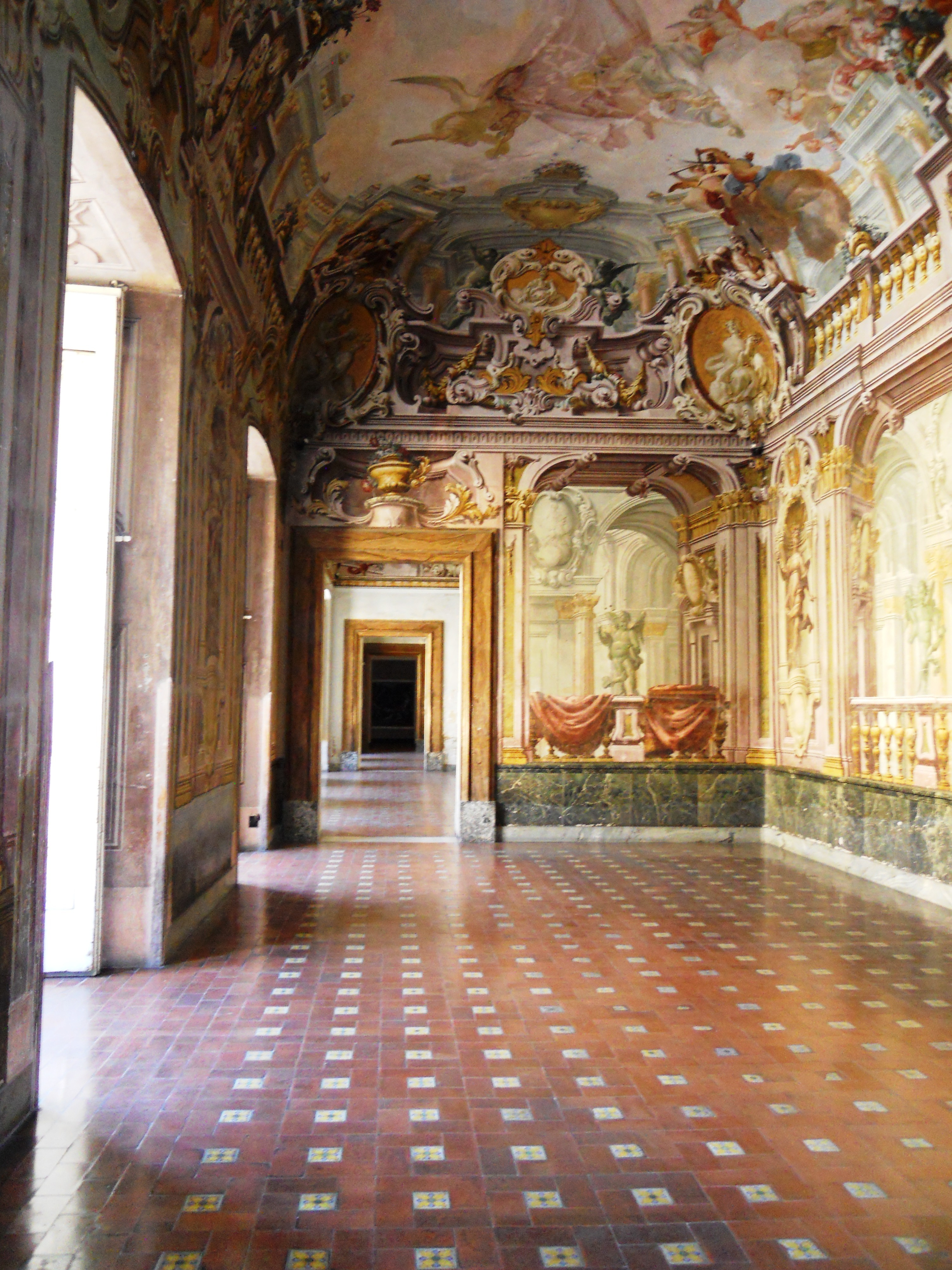
L'intérieur du palais.

Le 3 juillet 1735, âgé de 18 ans, l'infant d'Espagne Charles de Bourbon est couronné roi de Naples et de Sicile, après avoir conquis ses royaumes face à l'empereur Charles VI. Prenant possession de ses États, il ne tarde pas à engager un ambitieux programme de travaux publics, à même de rehausser le prestige de sa couronne.
Lorsqu'en 1738, Charles et son épouse la reine Marie-Amélie de Saxe rendent visite au duc d'Elbeuf, Emmanuel-Maurice de Lorraine, ils sont immédiatement charmés par la campagne aux alentours de la villa (it) du duc. Peu après leur séjour, ils décident donc d'engager la construction d'un palais qui pourrait servir non seulement de résidence privée, mais également de lieu de réception pour les ambassadeurs et la cour.
Dès cette année 1738, les travaux sont lancés sous la houlette d'Antonio Canevari, rappelé en Italie par Charles de Bourbon lui-même.
De nombreux artistes œuvrent à la construction du palais : le peintre Giuseppe Bonito est chargé des décors intérieurs, tandis que le sculpteur Joseph Canart, réalise sculptures du parc en marbre de Carrare.
Un certain nombre de palais et de demeures de nobles existaient auparavant sur le site et ont fait l'objet d'expropriations. Les travaux d'excavation ont permis de trouver de nombreuses œuvres d'art de valeur archéologique, parmi lesquelles un temple de marbre de 24 colonnes. Ces œuvres ont été placées à l'époque dans un musée mis en place pour l'occasion, le musée de Portici, annexe de l'Accademia Ercolanese où se trouvent les objets provenant des fouilles archéologiques d'Herculanum.

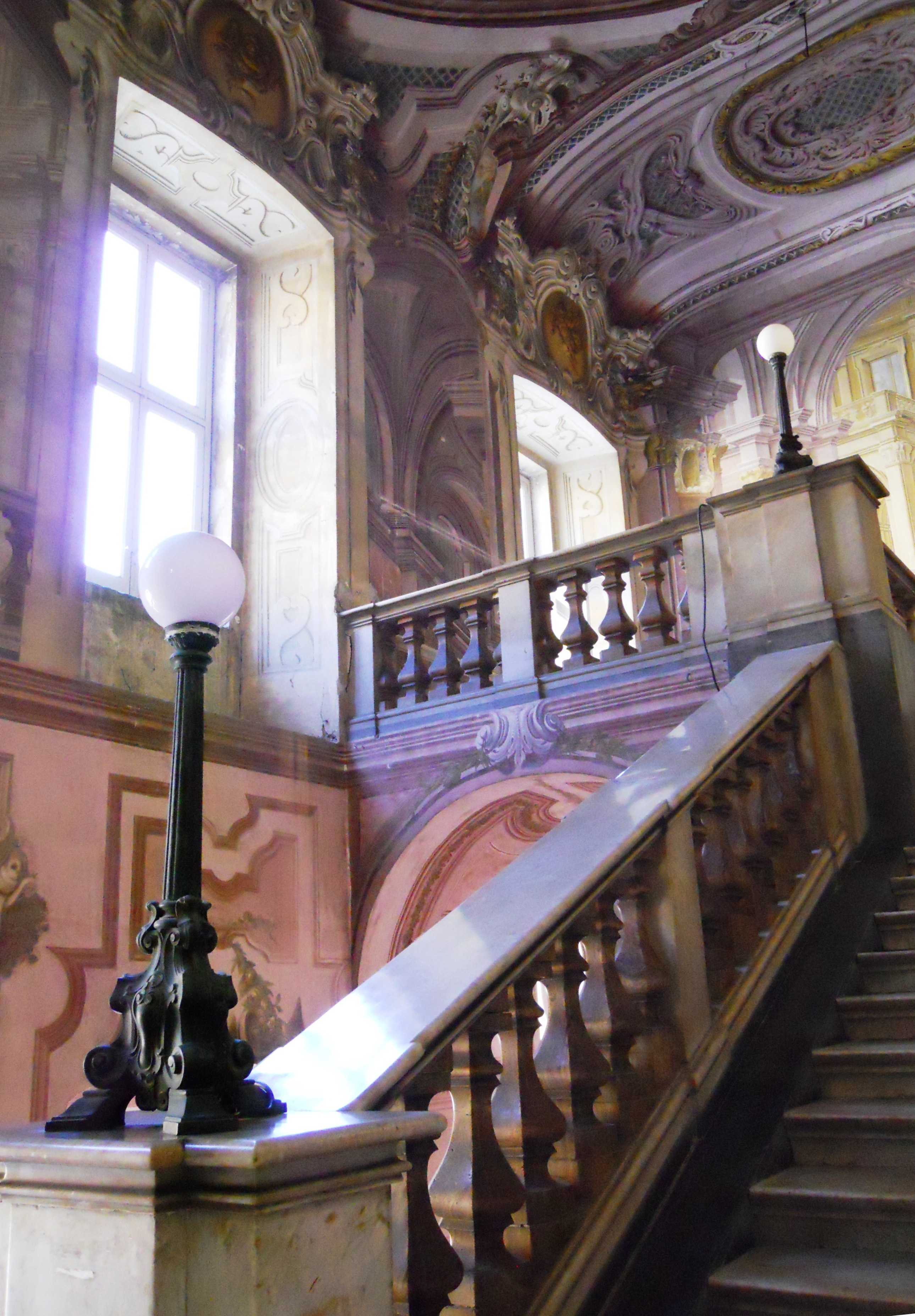

La cour royale ne pouvait être hébergée complètement au palais de Portici, c'est ainsi que de nombreuses autres demeures historiques ont été construites au voisinage : les villas vésuviennes du Miglio d'oro.
En 1799, lors de la révolution napolitaine, la cour fuit à Palerme en emportant soixante caisses pleines d'objets historiques. En 1806, lors d'une nouvelle fuite, elle emporte onze autres caisses d'antiquités. Joseph Bonaparte ordonne le transfert des antiquités restées à Portici au musée de Naples. En 1818, lorsque la cour de Bourbon rentre à Naples, les caisses conservées à Palerme sont transférées dans le nouveau musée de Naples, ce qui scelle le sort du musée de Portici ; en 1827, le déménagement des tableaux muraux est achevé. Joachim Murat refait complètement l'ameublement avec des meubles français et dans un goût luxueux.
Sous Ferdinando II de Bourbon, le domaine est relié à Naples par la ligne de chemin de fer Naples - Portici. Il héberge le pape Pie IX, puis commence à être de moins en moins fréquenté avec les années.
Entre 1863 et 1867, des peintres, membres de l'école de Resìna, y demeurent. 
Aujourd'hui, le palais héberge le siège de la faculté d'agronomie de l'université de Naples - Frédéric-II et quelques musées.

## Description

### Le palais

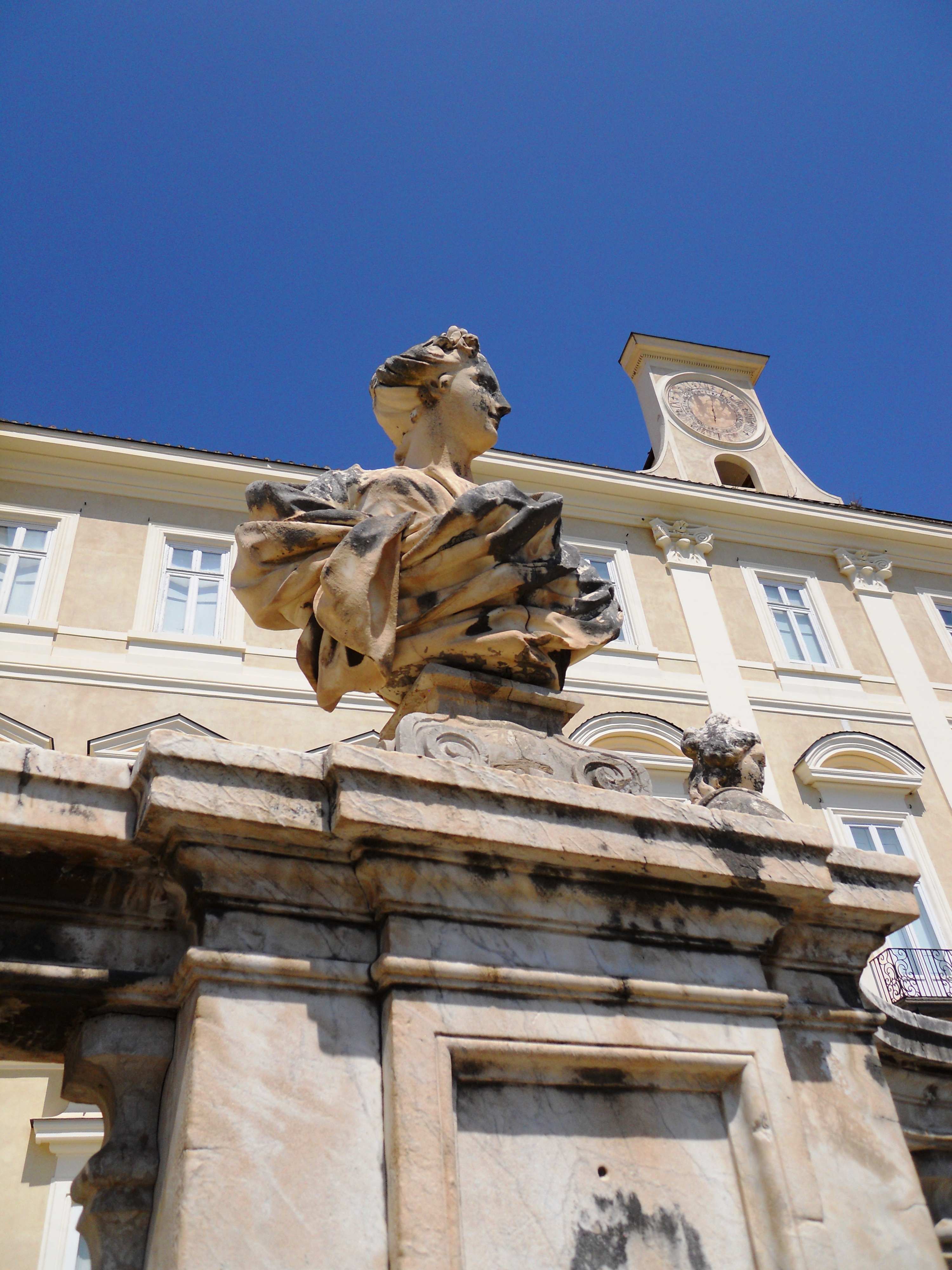
Vue depuis la cour interne

La façade du palais est ample et majestueuse, dotée d'une terrasse et de balustrades. Un atrium auquel on accède par une grille de fer depuis la « route des Calabres » (aujourd'hui renommée en rue de l'Université), qui découpe en deux le parc. L'atrium est soutenu par neuf voûtes à piliers.
La cour du palais, de dimensions imposantes, a sur son flanc gauche la caserne des gardes royaux et la chapelle palatine (1749). Un majestueux escalier monumental (1741) conduit depuis le vestibule au premier étage, où se trouve l'appartement de Caroline Bonaparte.
Le petit salon Louis XIV est richement décoré. Le petit salon de porcelaine de Marie-Amélie de Saxe (it), un boudoir dont les parois sont couvertes de porcelaine de Capodimonte, a été conçu pour la reggia di Portici, mais a été remonté en 1866 dans la reggia di Capodimonte à Naples.

### Le bois

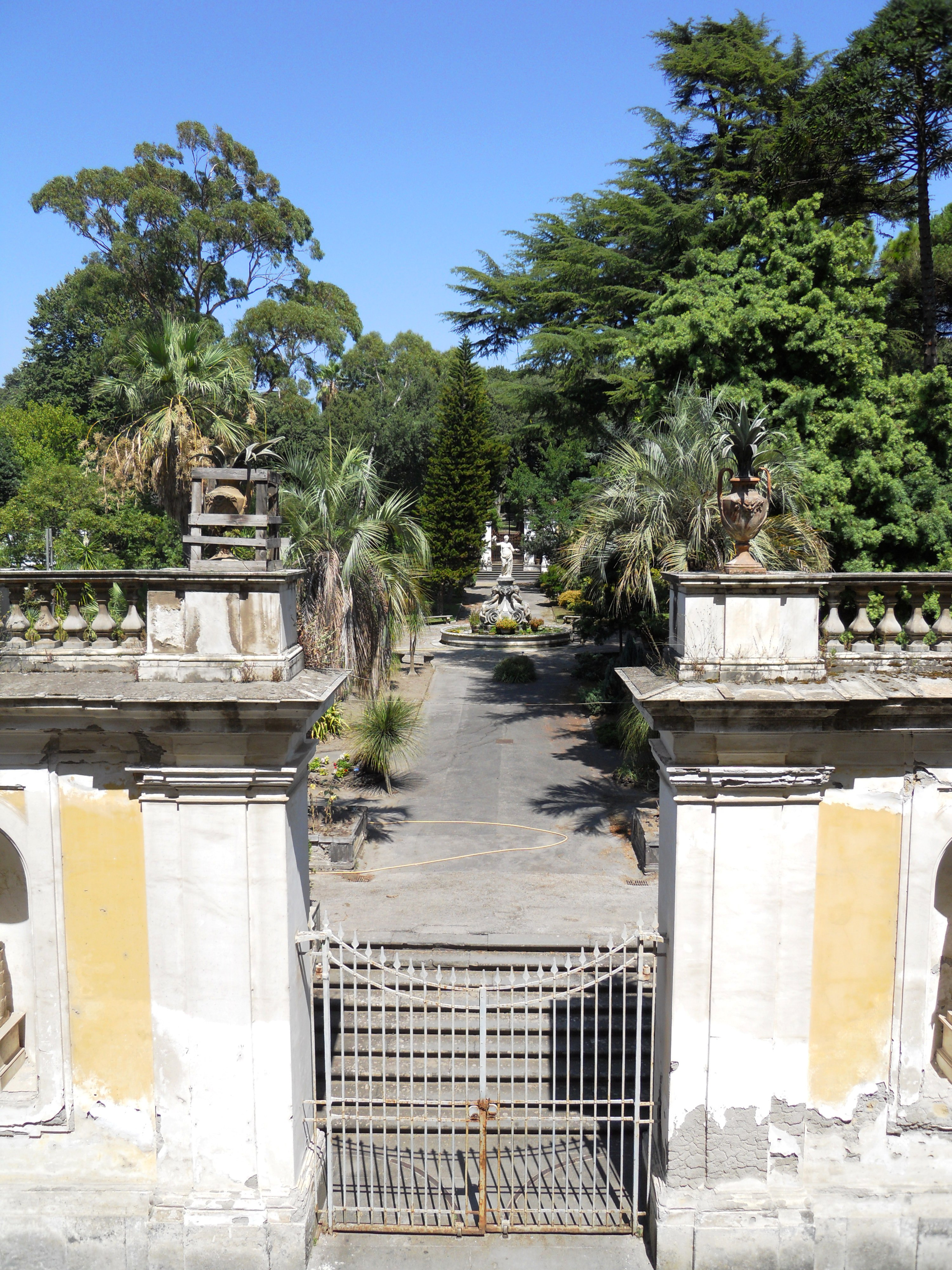
Le bois du palais

Le bois de la reggia a été agrandi jusqu'à atteindre une étendue considérable. Il allait pratiquement jusqu'à la zone de Pugliano du côté du Vesuve, et en bas jusqu'au Granatello, du côté de la mer.
Dans le jardin à l'anglaise, d'amples chemins tournants passent entre des œuvres, dont la fontaine des sirènes, le kiosque du roi Charles, la fontaine des cygnes et un amphithéâtre.
À l'intérieur du parc, il y avait un zoo doté d'animaux exotiques que le roi Ferdinand IV faisait venir de l'étranger.
De nos jours, la zone qui va vers le Granatello est restructurée, à la suite de l'élimination d'une vaste étendue de bois en faveur d'un tapis d'herbe.

## Galerie

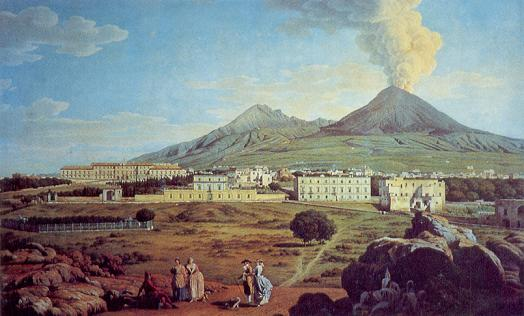
Le palais en 1745.
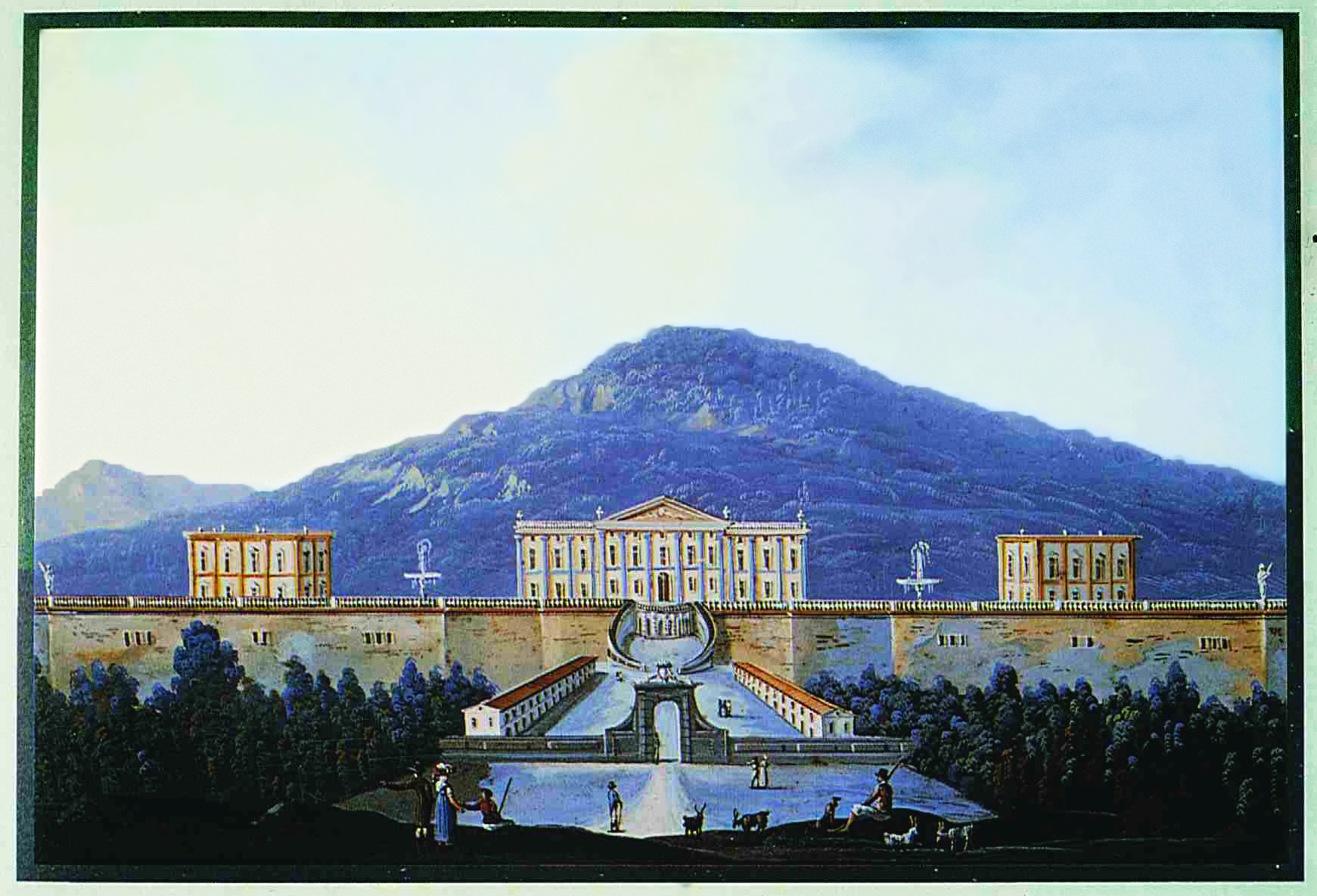
Le palais au XVIIIe siècle.
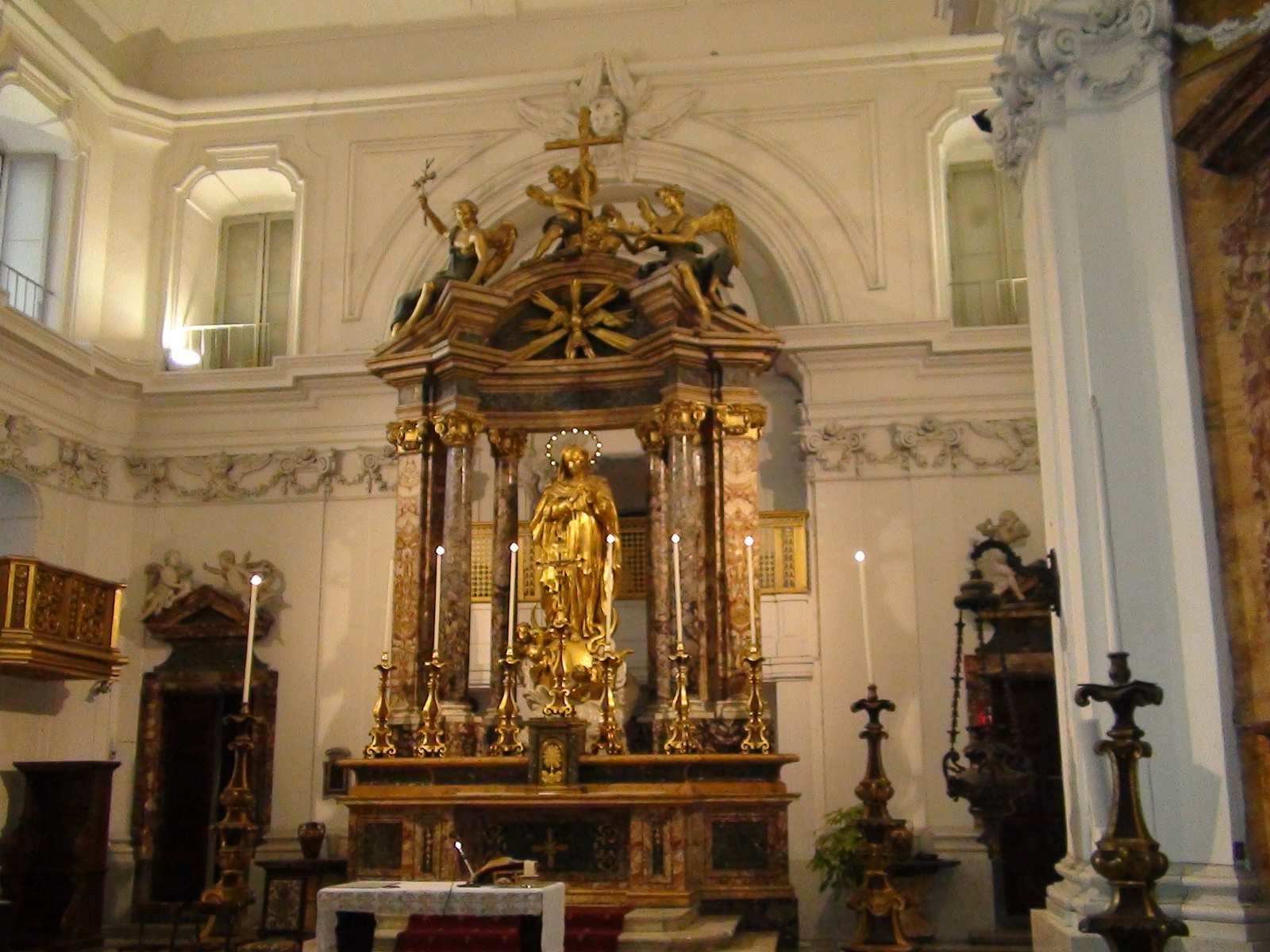
Le grand autel de la chapelle royale.

## Lieu de tournage
En 2016, une équipe de l'émission Secrets d'Histoire a tourné plusieurs séquences au palais dans le cadre d'un numéro consacré à Caroline Bonaparte, intitulé Caroline, née Bonaparte, épouse Murat, diffusé le 27 juillet 2017 sur France 2